# Marc Rebés
Marc Rebés (sinh 3 tháng 7 năm 1994) là một cầu thủ bóng đá Andorra thi đấu cho FC Santa Coloma và đội tuyển quốc gia Andorra.

## Sự nghiệp quốc tế
Rebés ra mắt quốc tế ngày 6 tháng 6 năm 2015 trong trận giao hữu trước Guinea Xích đạo. Ngày 9 tháng 6 năm 2017 Rebés ghi bàn thắng đầu tiên trong chiến thắng 1–0 trước Hungary ở Vòng loại Cúp bóng đá thế giới 2018. Bàn thắng tạo nên trận thắng giúp cho Andorra có chiến thắng đầu tiên sau 66 trận trong gần 13 năm, và là chiến thắng thứ hai.

### Bàn thắng quốc tế
Tỉ số và kết quả liệt kê bàn thắng của Andorra trước.
| #                                               | Ngày                 | Địa điểm                                                                               | Đối thủ       | Tỉ số | Kết quả | Giải đấu                    |
| ----------------------------------------------- | -------------------- | -------------------------------------------------------------------------------------- | ------------- | ----- | ------- | --------------------------- |
| 1                                               | 9 tháng 6 năm 2017   | Sân vận động Quốc gia, Andorra la Vella, Andorra                                       | Hungary       | 1–0   | 1–0     | Vòng loại World Cup 2018    |
| 2.                                              | 21 tháng 3 năm 2018  | Estadio Municipal de La Línea de la Concepción, La Línea de la Concepción, Tây Ban Nha | Liechtenstein | 1–0   | 1–0     | Giao hữu                    |
| 3.                                              | 14 tháng 11 năm 2020 | Sân vận động quốc gia Ta' Qali, Ta' Qali, Malta                                        | Malta         | 1–0   | 1–3     | UEFA Nations League 2020–21 |
| Cập nhật gần đây nhất ngày 14 tháng 11 năm 2020 |                      |                                                                                        |               |       |         |                             |